# ثقب أسود نجمي

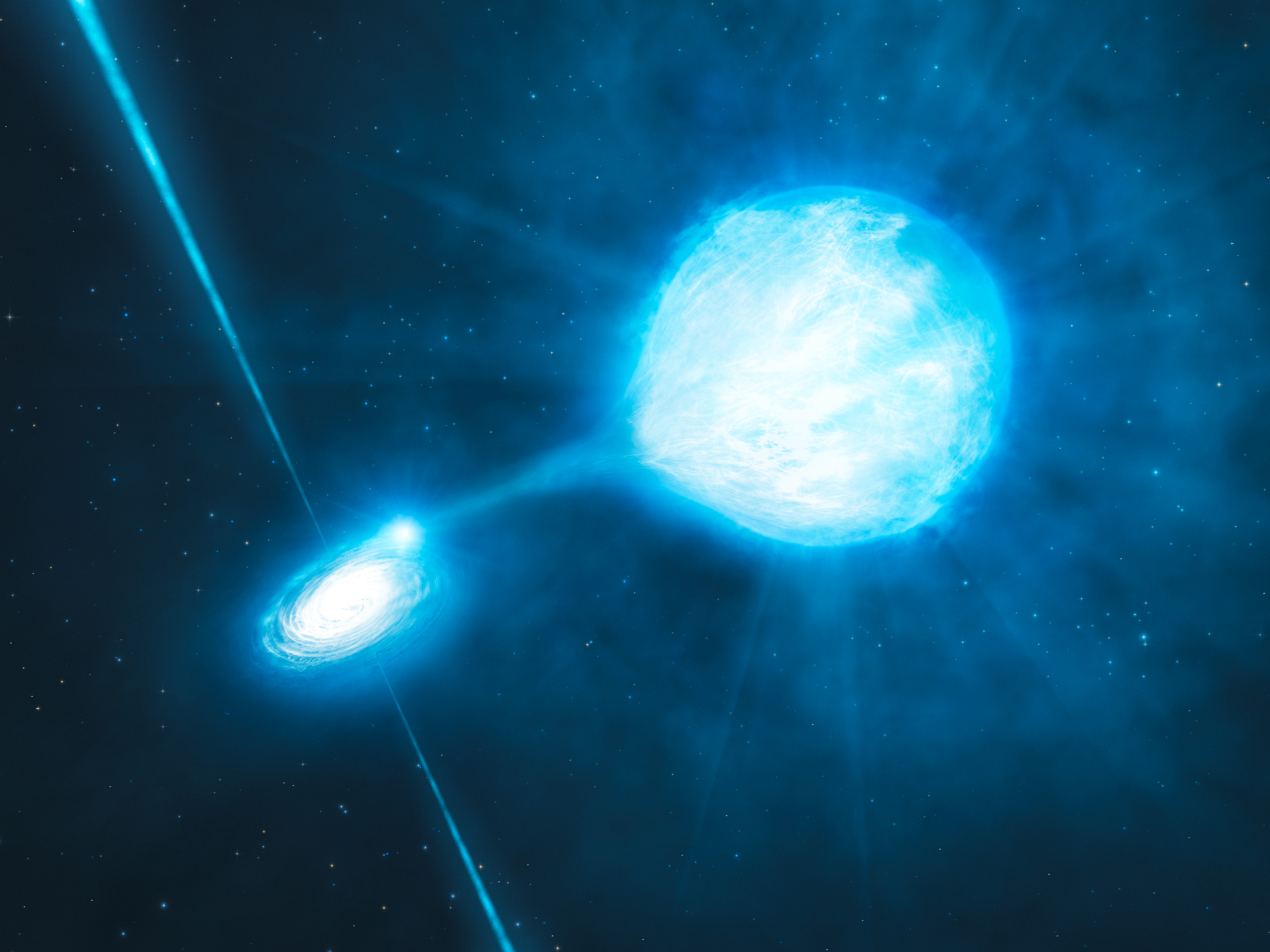

ثقب أسود نجمي  في الفلك (بالإنجليزية:stellar black hole) هو ثقب أسود ينشأ من تقلص نجم عملاق عظيم (تكون كتلته نحو 15 كتلة شمسية أو أكثر) عند نهاية عمر النجم. ويشاهد ذلك الحدث في صورة انفجار مستعر أعظم أو انفجار أشعة غاما.

## خواصه
للثقب الأسود ثلاثة خواص تميزه: الكتلة، والشحنة الكهربية وزخم زاوي. ويعتقد أن جميع الثقوب السوداء يكون لها زخم زاوي بمعنى أنه يدور حول محوره، ولكن لم تستطع المشاهدة حتى الآن القطع بوجود زخم زاوي للثقب الأسود. وافتراض وجود زخم زاوي للثقب الأسود نابع عن ضرورة انحفاظ الزخم الزاوي عند تقلص النجم من حجمه الأصلي الكبير إلى حجمه الصغير (قطر الثقب الأسود يتكون من عشرات الكيلومترات فقط).

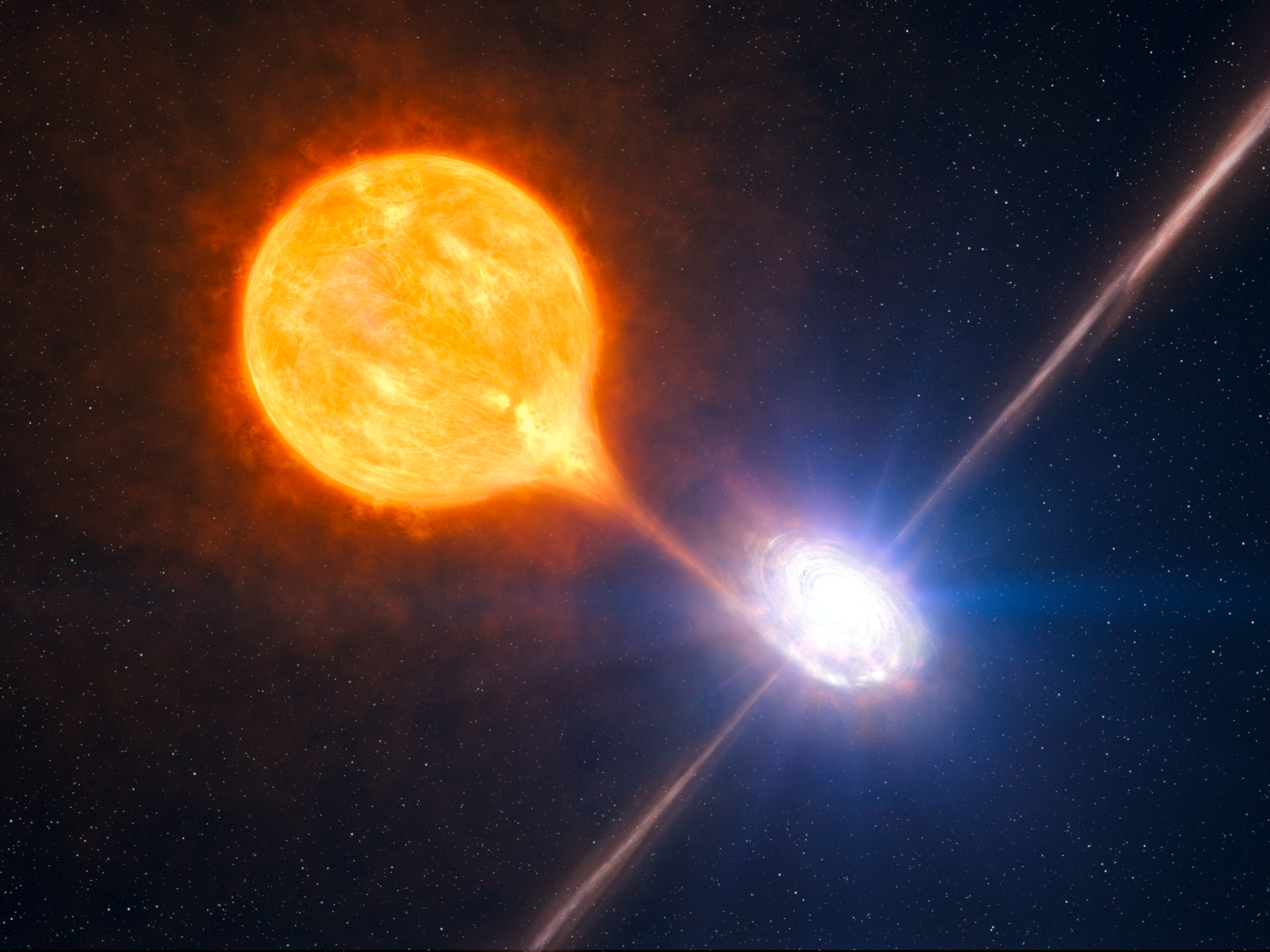
صورة خيالية لثقب أسود يلتهم نجما قزم

وانهيار النجم على نفسه وتقلصه تحت فعل قوى الجاذبية بعد نفاذ وقوده إنما هي عملية طبيعية وينتج عنها ثقبا أسودا. فعند نهاية عمر نجم عندما يكون النجم قد استهلك كل ما لديه من وقود ينهار على نفسه. فإذا كانت كتلة الجزء المتقلص من النجم (القلب) أقل من حد معين فهو ينتهي في هيئة نجم مضغوط، أي يكوّن قزما أبيضا أو نجما نيوترونيا. وكلا نوعي النجوم تتسم بكتلة قصوى تميزها. فإذا تعدت كتلة النجم الحد الأقصى لتكوّن نجما نيوترونيا يستمر التقلص وارتفاع كثافة النجم إلى حد التقلص الثقالي وينتج بعد ذلك ثقب أسود.
ولا تعرف الكتلة القصوى للنجم النيوتروني بالضبط، ففي عام 1939 اقترحت كتلة قدرها 7و0 كتلة شمسية وهي الكتلة المسماة حد كتلة توف TOV limit. وفي عام 1996 قدر تقدير جديد لهذا الحد بين 5و1 إلى 3 كتلة شمسية.
وطبقا ل النظرية النسبية العامة فمن الممكن أن يتكون الثقب الأسود من أي كتلة كبيرة أو صغيرة. وكلما قلت الكتلة كلما كان هناك احتياج أكبر لكثافة مادية عالية لتكوين ثقب أسود. (انظر مناقشة نصف قطر شفارتزشيلد ونصف قطر الثقب الأسود). ولكن لم تشاهد عملية في الطبيعة تنتج ثقبا أسودا من كتلة أقل من عدة كتل شمسية. وإذا وجدت تلك فهي قد تكون في مرحلة تكوين ثقب أسود. وأكبر ثقب أسود معروف حتى عام 2007 كانت كتلته 15.65
كتلة شمسية.
بالإضافة إلى ذلك فتوجد مؤشرات إلى كون الجرم السماوي IC 10 X-1 - وهو يصدر أشعة إكس - ثقبا أسودا، وتقدر كتلته بين 24 إلى 33 كتلة شمسية.
ثم أعلنت ناسا في أبريل عام 2008 أن الجرم السماوي XTE J1650-500 
كما أعلن آخرون 
أن أقل كتلة تعرف لثقب أسود تقدر بنحو 8و3 كتلة شمسية وأن قطره يبلغ 24 كيلومتر فقط.
كذلك توجد مؤشرات أخرى لوجود نوعين آخرين من الثقوب السوداء، وكليهما ذو كتلة أكبر من ثقب أسود نجمي: (1) ثقوب سوداء متوسطة الكتلة وهي تكون في مراكز التجمعات النجمية و(2) ثقوب سوداء عظيمة الكتلة توجد في مركز مجرة درب التبانة وفي مراكز المجرات النشطة.

## انظمة ثنائية تصدر أشعة إكس
يمكن مشاهدة الثقوب السوداء النجمية الموجودة في نجم ثنائي عندما تنجذب مادة من النجم القرين إلى الثقب الأسود (باعتبار أن الثقب الأسود أحد «النجمين» في الثنائي). وتعمل الطاقة الكبيرة الناتجة عن انهيار المادة على الثقب الأسود على تسخين المادة إلى درجات حرارة عالية تصل إلى عدة مئات الملايين كلفن وهذه تتسبب في إنتاج أشعة إكس والتي يمكن تسجيلها (انظر علم الفلك للأشعة السينية).
أي أن الثقب الأسود يمكن رؤيته من الأشعة السينية التي يصدرها، بينما تمكن مشاهدة النجم القرين من ضوئه بالتلسكوب الضوئي. ويبدو أن الطاقة الناتجة من الثقب الأسودتكون مساوية للطاقة التي تُنتج أيضا من نجم نيوتروني. ولذلك يصعب التفرقة بين الثقب الأسود والنجم النيوتروني.
ولكن النجم النيوتروني له خواص أخرى تميزه، منها أن له دوران تفاضلي حول محوره، وقد يكون له مجال مغناطيسي، وقد تحدث فيه انفجارات موضعية صغيرة (انفجار نووي حراري). فعندما تشاهد تلك الصفات فيمكن القول بأن الجرم المنضغط في نظام ثنائي إنما هو نجم نيوتروني.
ويمكن تعيين الكتلة عن طريق الأشعة السينية التي يصدرها الجرم المنضغط بالإضافة إلى بيانات الضوء المرصود. وتحوي جميع النجوم النيوترونية كتل بين 3 - 5 كتلة شمسية. ولم تُبدي أي من تلك الأجرام المنضغطة (المتقلصة) التي تحوي كتلة أكبر من 5 كتلة شمسية بأن لها خواص النجوم النيوترونية. تلك البيانات تجعلنا نستنتج أن تلك الأصناف من النجوم المنضغطة التي تحتوي على كتلة أكبر من 5 كتلة شمسية إنما تكون في الواقع ثقوبا سوداء.

## بعض المرشحين
تحوي مجرتنا مجرة درب التبانة عل عدة مرشحين ليكون كل منهم ثقب أسود نجمي ومن ضمنهم عدة أقرب لنا من الثقب الأسود الفائق الكتلة الموجود في مركز المجرة (الرامي أ*). ويوجد كل من تلك المرشحين في أنظمة ثنائية تصدر أشعة سينية حيث يجذب الجرم المنضغط مادة من قرينه على هيئة قرص حلزوني ينهار عليه. وتقدر كتلة الثقب الأسود في تلك الثنائيات بين 3 أضعاف إلى نحو 12 ضعف كتلة شمسية.
| الاسم                      | ثقب أسود، كتلتة (كتلة شمسية) | كتلة النجم القرين(كتلة شمسية) | الدورة (يوم) | البعد عن الأرض (سنة ضوئية) | الموقع             |
| -------------------------- | ---------------------------- | ----------------------------- | ------------ | -------------------------- | ------------------ |
| A0620-00/V616 Mon          | 11 ± 2                       | 2.6−2.8                       | 0.33         | about 3500                 | 06:22:44 -00:20:45 |
| ثقب أسود 1655-40/V1033 Sco | 6.3 ± 0.3                    | 2.6−2.8                       | 2.8          | 5000−10000                 | 16:54:00 -39:50:45 |
| XTE J1118+480/KV UMa       | 6.8 ± 0.4                    | 6−6.5                         | 0.17         | 6200                       | 11:18:11 +48:02:13 |
| نجم الدجاجة إكس-1          | 11 ± 2                       | ≥18                           | 5.6          | 6000−8000                  | 19:58:22 +35:12:06 |
| GRO J0422+32/V518 Per      | 4 ± 1                        | 1.1                           | 0.21         | 8500                       | 04:21:43 +32:54:27 |
| GS 2000+25/QZ Vul          | 7.5 ± 0.3                    | 4.9−5.1                       | 0.35         | 8800                       | 20:02:50 +25:14:11 |
| في 404 الدجاجة             | 12 ± 2                       | 6.0                           | 6.5          | 10000                      | 20:24:04 +33:52:03 |